# TAPT1
TAPT1 (англ. Transmembrane anterior posterior transformation 1) — білок, який кодується однойменним геном, розташованим у людей на 4-й хромосомі. Довжина поліпептидного ланцюга білка становить 567 амінокислот, а молекулярна маса — 64 260.
| 10         |  | 20         |  | 30         |  | 40         |  | 50         |
| ---------- |  | ---------- |  | ---------- |  | ---------- |  | ---------- |
| MAGVGDAAAP |  | GEGGGGGVDG |  | PQRDGRGEAE |  | QPGGSGGQGP |  | PPAPQLTETL |
| GFYESDRRRE |  | RRRGRTELSL |  | LRFLSAELTR |  | GYFLEHNEAK |  | YTERRERVYT |
| CLRIPRELEK |  | LMVFGIFLCL |  | DAFLYVFTLL |  | PLRVFLALFR |  | LLTLPCYGLR |
| DRRLLQPAQV |  | CDILKGVILV |  | ICYFMMHYVD |  | YSMMYHLIRG |  | QSVIKLYIIY |
| NMLEVADRLF |  | SSFGQDILDA |  | LYWTATEPKE |  | RKRAHIGVIP |  | HFFMAVLYVF |
| LHAILIMVQA |  | TTLNVAFNSH |  | NKSLLTIMMS |  | NNFVEIKGSV |  | FKKFEKNNLF |
| QMSNSDIKER |  | FTNYVLLLIV |  | CLRNMEQFSW |  | NPDHLWVLFP |  | DVCMVIASEI |
| AVDIVKHAFI |  | TKFNDITADV |  | YSEYRASLAF |  | DLVSSRQKNA |  | YTDYSDSVAR |
| RMGFIPLPLA |  | VLLIRVVTSS |  | IKVQGILSYA |  | CVILFYFGLI |  | SLKVLNSIVL |
| LGKSCQYVKE |  | AKMEEKLSNP |  | PATCTPGKPS |  | SKSQNKCKPS |  | QGLSTEENLS |
| ASITKQPIHQ |  | KENIIPLLVT |  | SNSDQFLTTP |  | DGDEKDITQD |  | NSELKHRSSK |
| KDLLEIDRFT |  | ICGNRID    |  |            |  |            |  |            |

A: Аланін

C: Цистеїн

D: Аспарагінова кислота

E: Глутамінова кислота

F: Фенілаланін

G: Гліцин

H: Гістидин

I: Ізолейцин

K: Лізин

L: Лейцин

M: Метіонін

N: Аспарагін

P: Пролін

Q: Глутамін

R: Аргінін

S: Серин

T: Треонін

V: Валін

W: Триптофан

Кодований геном білок за функціями належить до рецепторів, білків розвитку, фосфопротеїнів. 
Задіяний у таких біологічних процесах, як біогенез та деградація війок, остеогенез, диференціація клітин, ацетилювання, альтернативний сплайсинг. 
Локалізований у цитоплазмі, цитоскелеті, мембрані, клітинних відростках, війках.